# Салонная музыка
Сало́нная му́зыка — произведения композиторов-эпигонов классического и романтического направлений, рассчитанные на успех (обычно поверхностный) у слушателей аристократичных салонов XIX века.

## Характерные черты салонной музыки
- Блестящая, элегантная фактура;
- Внешние виртуозные эффекты;
- Чувствительная мелодика;
- Приторно-благозвучная гармония.

Лирическая программность, свойственная салонной музыке, обращена к «общим местам» поэзии сентиментально-романтического направления. 
В целом, салонная музыка отличается нетворческим отношением к профессиональной традиции, неподлинностью художественной выразительности, когда, по словам Р. Шумана, «всё только искусственно подогрето, только кокетливо, только выучено».

## Известные авторы
- А. Тома
- А. Бертини
- К. Кребс
- А. Герц
- А. Хальм